# Smrk sitka
Smrk sitka (Picea sitchensis) je velký jehličnatý stálezelený strom, který dorůstá výšky do 80 metrů a výčetní tloušťky okolo 5 metrů. Jedná se o jednoznačně nejvyšší smrk a také o šestý největší jehličnan světa (před ním jsou pouze sekvojovec obrovský, sekvoj vždyzelená, douglaska tisolistá, damaroň australská a zerav obrovský). Rovněž jde o jeden z pouze šesti druhů, u kterých bylo zdokumentováno, že dorostl výšky 90 metrů. Své jméno nese po aljašském městě Sitka.

## Popis
Kůra stromu je tenká a šupinatá a skládá se z malých, 5 až 20 centimetrů širokých, kulatých destiček. Koruna mladých stromů je široká a kuželovitá, se stářím však nabývá válcovitého tvaru. Staré stromy rovněž nemusí mít žádné větve ve spodních 30 až 40 metrech. Výhonky jsou bledě hnědožluté, téměř bílé a lysé. Listy jsou silné, ostré a jehlovité, 15 až 25 mm dlouhé, zploštělé v příčném řezu, v horní části šedomodrozelené se dvěma nebo třemi řadami průduchů a v dolní části modrobílé se dvěma pevnými pásy průduchů.
Šišky jsou zavěšené, štíhlé, válcovité, 6 až 10 cm dlouhé, při uzavření 2 cm široké a při otevření až 3 cm široké. Šišky mají tenké a ohebné, 15 až 20 mm dlouhé šupiny, které jsou zpočátku zelené nebo rudé a dospívají do bledě hnědé barvy zhruba 5 až 7 měsíců po opylení. Semena jsou černá, 3 mm dlouhá, každé s tenkým, 7 až 9 mm dlouhým, bledě hnědým křidélkem.

### Velikost
Více než století intenzivního kácení smrku sitka zanechalo pouze zbytek původního lesa. Ty největší stromy byly pokáceny ještě dříve, než mohly být změřeny přesnými technologiemi. Stromy vyšší než 90 metrů jsou stále k vidění v národním parku Pacific Rim a provinčním parku Carmanah Walbran (kde se nachází 96 metrů vysoká sitka, nejvyšší strom v Kanadě) na Vancouverově ostrově, v Olympijském národním parku a v kalifornském státním parku Prairie Creek Redwoods, kde se rostou dva více než 96 metrů vysoké stromy. Nedaleko řeky Queets v Olympijském národním parku se nachází rovněž nejobjemnější smrk světa. Měří 76 metrů, jeho objem je 337 m³ a výčetní tloušťka činí 455 cm.

### Věk
Smrk sitka se dožívá vysokého věku, některé stromy se dožily dokonce více než 700 let. Pokud má příznivé podmínky, roste rychle, proto velikost není validním ukazatelem věku stromu. Již zmiňovaný smrk od řeky Queets je sice nejobjemnější na světě, ale jeho stáří je teprve 350-450 let.

## Taxonomie
Analýzy DNA dokázaly, že pouze smrk Brewerův je bazálnějším smrkem než sitka. Ostatních 31 druhů je geneticky odvozenějších, což by dokazovalo, že smrky pocházejí ze Severní Ameriky.

## Rozšíření a životní prostředí
Smrk sitka pochází ze západního pobřeží Severní Ameriky, konkrétně z oblasti, kterou ohraničuje na severozápadě aljašský ostrov Kodiak a na jihovýchodě kalifornské město Fort Bragg. Jeho výskyt úzce závisí na výskytu tzv. pacifického mlžného lesa; na jihu rozšíření se vyskytuje pouze v oblasti několika kilometrů od pobřeží Pacifiku. Severně od Oregonu se sitky nacházejí rovněž v říčních nivách, ale nikdy ne dále ve vnitrozemí než 80 kilometrů od pobřeží.

## Využití

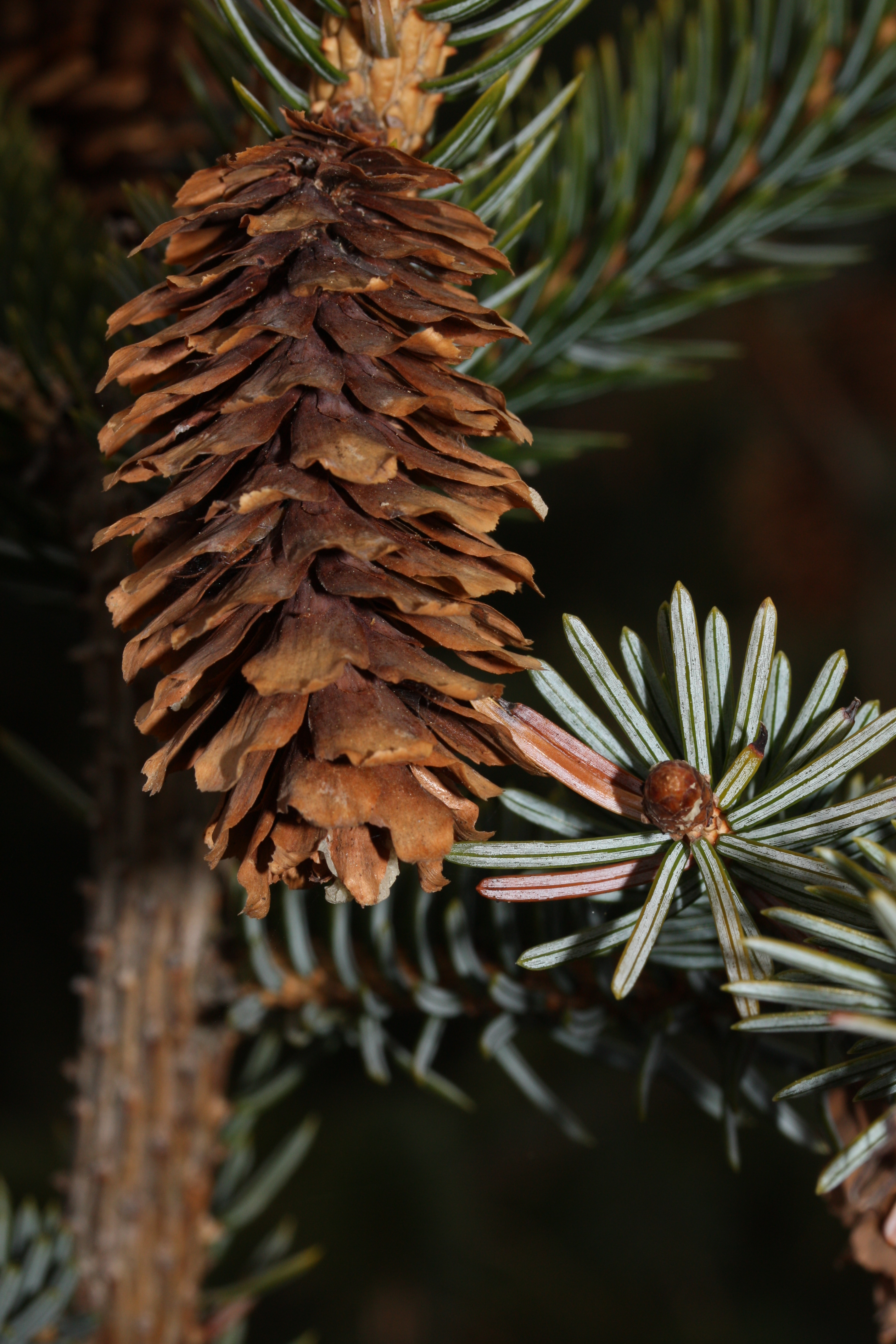
Zralé šišky a jehlice

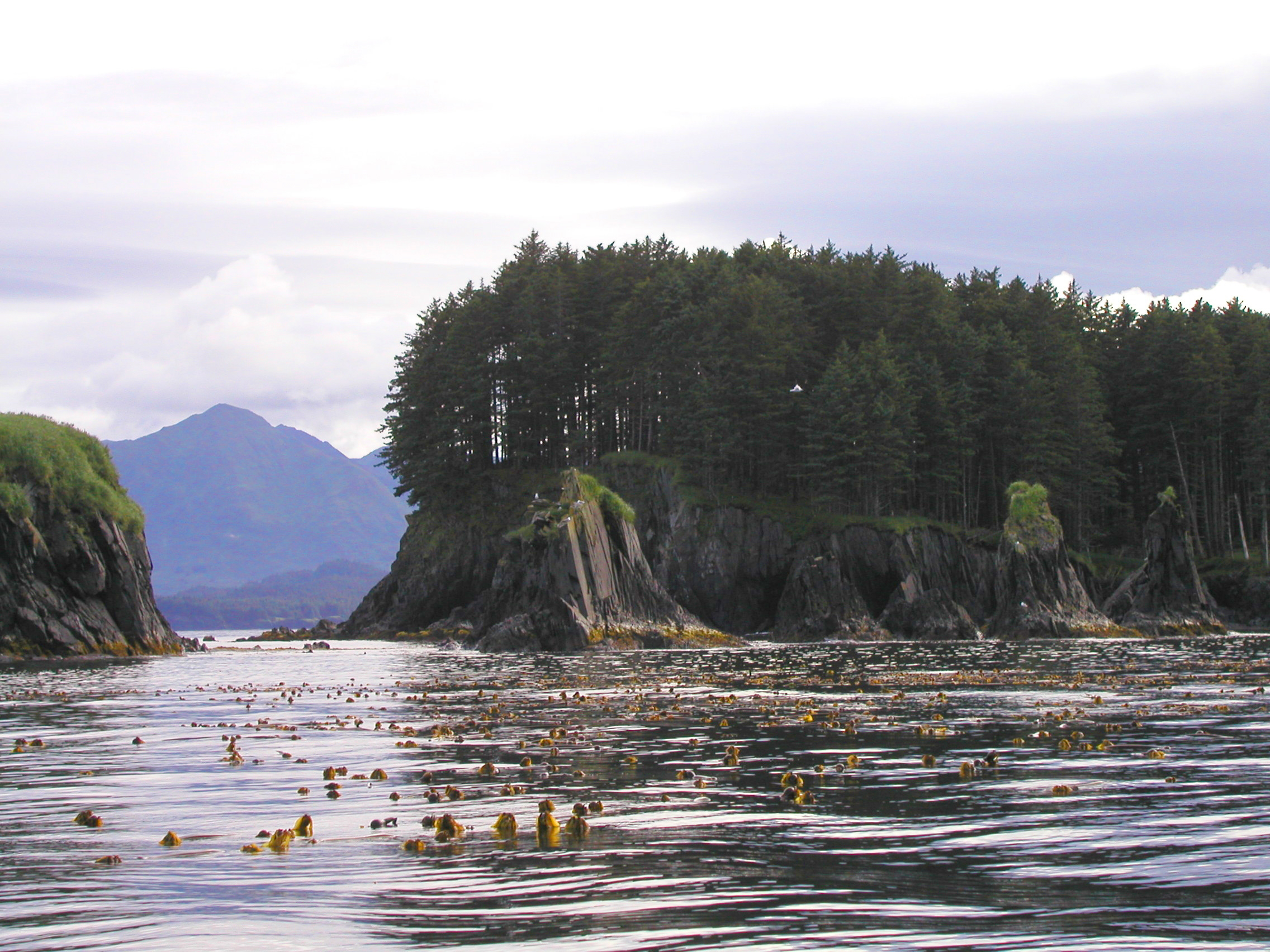
Porost smrku sitky na pobřeží Aljašky

Smrk sitka je velice důležitý v lesním průmyslu, především při výrobě papíru a řezaného dříví. Mimo svou původní oblast výskytu je sitka ceněná pro svůj rychlý růst a přizpůsobivost chudým půdám, na kterých ostatní stromy růst nemohou. V ideálních podmínkách může sitka růst až jeden a půl metru za rok. Druh zdomácněl v některých částech Irska a Velké Británie, kde byl zaveden roku 1831, a na Novém Zélandu, nikde však není tak rozšířený, aby byl považován za invazivní druh. Sitka byla rovněž vysázena v Dánsku, Norsku a na Islandu. Do Norska byl sitka dovezena na začátku minulého století a nyní pokrývá plochu zhruba 50 tisíc hektarů podél pobřeží mezi kraji Vest-Agder a Troms. Sitka je tolerantnější vůči větru a slanému oceánskému vzduchu a roste rychleji než místní smrk ztepilý.
Dřevo ze sitky je rovněž využíváno při výrobě hudebních nástrojů, jako jsou piano, harfa, housle nebo kytara, jelikož jeho vysoký poměr síly a hmotnosti a okraje bez suků z něj dělají skvělého vodiče zvuku. Vyrábí se z něj rovněž stěžně pro plachetnice a letadla a hlavičky raket Trident. Letadlo Wright Flyer bratří Wrightů bylo postaveno právě ze dřeva sitky, stejně jako většina letadel před druhou světovou válkou. Za druhé světové války dřevo ze sitky používala např. britská letadla de Havilland Mosquito jako náhradu hliníku.
Nové větvičky vyrůstající z větví sitky jsou využívány k výrobě smrkového piva nebo vařeny pro výrobu sirupu. Kůra kořenů sitky je využívána indiány při výrobě tradičních košíků.

## Kultura
Unikátní exemplář sitky se zlatými listy, zvaný Kiidk'yaas, kdysi rostl na ostrově Haida Gwaii, kde byl pro kmen Haidů posvátným stromem. Strom byl nelegálně poražen, ale poblíž jeho původního stanoviště se vyskytují jedinci vypěstovaní z jeho řízků.

## Zajímavost
Jedinec smrku sitka, vysazený na Campbellově ostrově jako nepůvodní dřevina v roce 1907, je jako jediný strom na ostrově považován za nejosamělejší strom na světě – nejbližší stromy se nacházejí až na 222 km vzdálených Aucklandových ostrovech.